# Boonton
Boonton è un comune (town) degli Stati Uniti d'America, situato nello stato del New Jersey, nella contea di Morris.